# Аарни, Каарло
Каарло Аарни (фин. Kaarlo Aarni; 22 августа 1888, Таммерфорс, Тавастгусская губерния — 25 августа 1954) — финский актёр и режиссёр.

## Биография
Учился у известных финских актеров Э. Томпури, А. Албергом, А. Орьятсало. Начал актёрскую деятельность в 1907 году в «Рабочем театре» (Тампере), где работал до 1910 года. В 1910-1916 годах гастролировал по стране, в 1916-1917 года работал в «Новом театре» (Хельсинки), в 1925-1927 годах — в театре «Народная сцена» (Хельсинки), в 1918-1925 и 1940-1948 годах — в «Таммерфорском театре».
С 1918 года стал известен также как режиссёр. Ставил пьесы как национальной, так и мировой драматургии.
Аарни воспитал много актёров и режиссёров финского театра, особое внимание обращал на работу сельских театральных кружков. В 1929-1950 годах принимал участие в работе театров небольших городов (среди них — Тампере, Котка, Раума).
В 1947 году награждён высшей наградой Финляндия для художников — «Pro Finlandia».